# 垂足円

辺長a, b, cの△ABCと点P。
Pの各辺における垂足Pa, Pb, Pc。
外心O。
緑の線はPの垂足円半径を表すのに使われる線分。

△ABCに関する等角共役の関係にある点P, Q。
垂足円は6つの垂足Pa, Pb, Pc、Qa, Qb, Qc。
垂足円の中心Mは線分PQの中点。
角の二等分線wa, wb, wc。

4点 と4つの垂足円の交点

垂足円（すいそくえん、英: pedal circle）は、幾何学において三角形ABCと点Pについて決まる特別な円である。具体的には、点Pから△ABCの辺に降ろした垂線と辺の交点Pa, Pb, Pc（垂足）が成す三角形（垂足三角形）の外接円を指す用語。
基準三角形の外心をO、外接円の半径をRとして、Pの垂足円の半径rPは次の式で表される。
{\displaystyle r_{P}={\frac {|PA|\cdot |PB|\cdot |PC|}{2\cdot (R^{2}-|PO|^{2})}}}
Pが基準三角形の外接円上にあるとき、この式の分母は0になる。これはPの垂足三角形が退化してシムソン線となり、その垂足円は半径が無限大の円となるためである。Pが基準三角形の内心であるとき、その垂足円は基準三角形の内接円である。Pが基準三角形の垂心または外心であるとき、その垂足円は九点円である。
Pを外接円上にない点として、Pの等角共役点Qの垂足円はPの垂足円と一致する。つまり垂足Pa, Pb, PcとQa, Qb, Qcは同一円周上にある。さらに垂足円の中心は線分PQの中点である。 
グリフィスの定理または第二フォントネーの定理によれば、基準三角形の外心を通る直線の垂足円はある定点を通る。
共線でない4点A, B, C, Dについて、1点とほか3点の成す三角形に対する延べ4つの垂足円は1点で交わる。

## 一般化
2021年斎藤輝は、対垂三角形を対等角三角形に一般化するように、垂足円を任意の角に一般化した。
等角共役点P, Qをそれぞれ各辺にθ, -θの角度で射影した点、延べ6点は共円である。
θ = 90°とすれば垂足円を得る。